# 卡梨撒
卡梨撒（学名：Carissa grandiflora），又名美国樱桃、巨花假虎刺，为夹竹桃科假虎刺属下的一个种。种名grandiflora意为“大花的”。